# La Karavelo

La Karavelo é, segundo o seu cabeçalho, uma Revista Literária em Esperanto sobre a Literatura Portuguesa, mas na realidade trata-se de um magazine cultural, com mais incidência na literatura de língua portuguesa. Foi fundada por João José Santos (Ĝoano) na cidade portuguesa  Estremoz em Outubro  de 2007. A revista aparece seis vezes por ano, primeiro na internet e depois em papel. Colaboram na revista nomes conhecidos e prestigiados da cultura esperantista internacional. A revista dedica-se a artigos históricos, a traduções de escritores conhecidos, principalmente de língua portuguesa, mas não só, dedica-se igualmente à poesia original em esperanto, aos contos etc. O nome da revista presta uma homenagem à caravela, inventada e utilizada pelos portugueses nos séculos XV e XVI, e que foi tão importante na descoberta de lugares desconhecidos dos europeus de então.